# Плейнфілд (Нью-Гемпшир)
Плейнфілд (англ. Plainfield) — місто (англ. town) в США, в окрузі Салліван штату Нью-Гемпшир. Населення — 2459 осіб (2020).

## Демографія
Згідно з переписом 2010 року, у місті мешкали 2364 особи в 923 домогосподарствах у складі 684 родин. Було 984 помешкання
Расовий склад населення:
| - 98,0 % — білих - 0,5 % — чорних або афроамериканців - 0,5 % — азіатів - 0,1 % — корінних американців |

До двох чи більше рас належало 0,9 %. Частка іспаномовних становила 1,1 % від усіх жителів.
За віковим діапазоном населення розподілялося таким чином: 22,8 % — особи молодші 18 років, 63,9 % — особи у віці 18—64 років, 13,3 % — особи у віці 65 років та старші. Медіана віку мешканця становила 45,2 року. На 100 осіб жіночої статі у місті припадало 100,0 чоловіків;  на 100 жінок у віці від 18 років та старших — 97,5 чоловіків також старших 18 років.
Середній дохід на одне домашнє господарство  становив 113 951 долар США (медіана — 83 362), а середній дохід на одну сім'ю — 113 719 доларів (медіана — 85 909). Медіана доходів становила 56 466 доларів для чоловіків та 53 144 долари для жінок. За межею бідності перебувало 2,2 % осіб, у тому числі 0,0 % дітей у віці до 18 років та 3,6 % осіб у віці 65 років та старших.
Цивільне працевлаштоване населення становило 1339 осіб. Основні галузі зайнятості: освіта, охорона здоров'я та соціальна допомога — 39,0 %, виробництво — 14,9 %, роздрібна торгівля — 10,5 %, науковці, спеціалісти, менеджери — 9,3 %.